# Мезецкое княжество

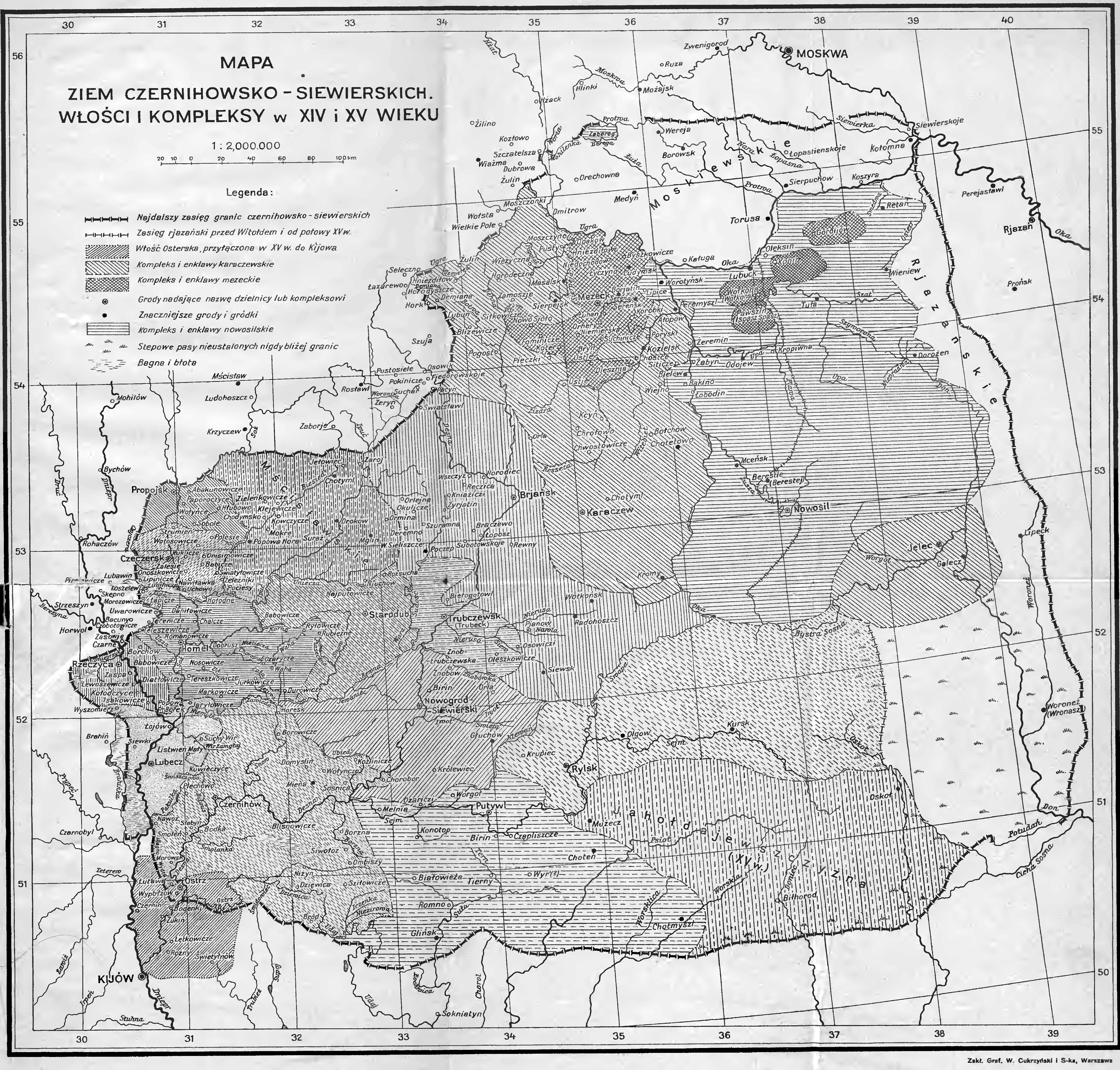
Мезецкое княжество на карте Черниговско-Северских земель сер. XV в. (вверху слева)

Мезецкое (Мещовское) княжество — русское удельное княжество в верховьях реки Ока (конец XIV века —1504). Образовалось между 1392 и 1408 гг. Часть владений пожаловал великий князь Литовский Витовт. Центр княжества — город Мезецк (Мещовск).

## История

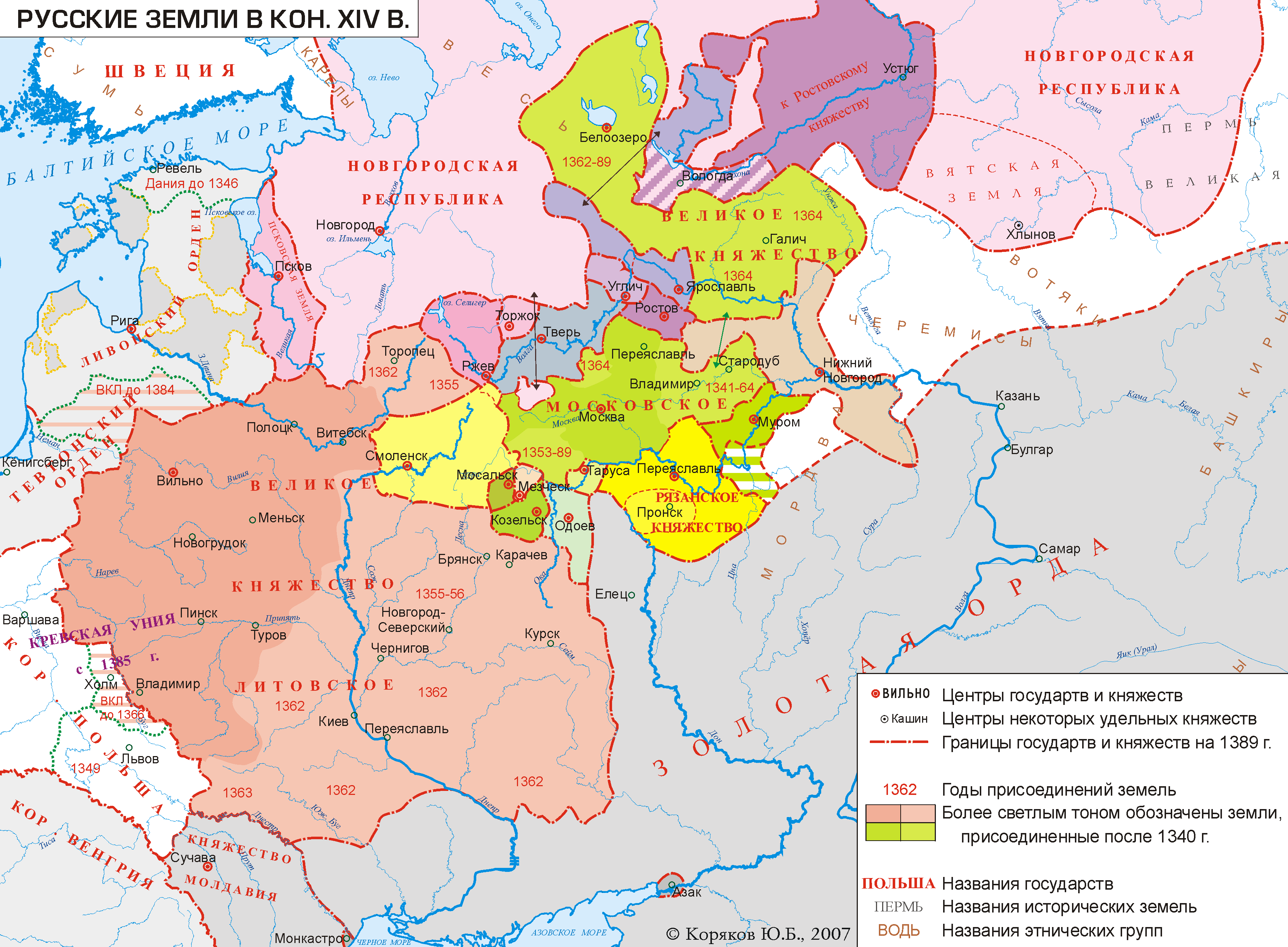
Русские земли в 1389 году

Мезецкое княжество, как и большинство соседних Верховских княжеств, признавало верховную власть Великого княжества Литовского.
Первым князем Мезецким считается Андрей Всеволодович Шутиха, сын тарусского князя Всеволода Орехвы. В 1424 году по распоряжению великого князя литовского Витовта братья Андрей Шутиха, князь мезецкий, и Дмитрий Шутиха, князь тарусский, вместе с другими литовскими пограничными князьями участвовали в успешном походе против татар под Одоев.
В метриках Великого Княжества Литовского (Lithuanian METRICA, книга 3, 1440—1498) перечислены владения мезецких князей. Запись сделана около 1440-х годов.

Мезецкимъ кн(я)земъ, кн(я)зю Федору, кн(я)зю Роману, кн(я)зю Ивашку отчина ихъ, што отец ихъ держалъ, кн(я)зь Андрей, а кн(я)зь Дмитрей што они выслужили у Витовта — Мезочоскъ, Орен, Сульковичи, Сухиничи, Дубровна а Когабринь, Огдырев, Олешна, Устье, Лабодин, Жабын, Рука, Немерзка, Котер, — то все прислухаеть к тымъ волостемъ, а то имъ всемъ тремъ. 
У Андрея Всеволодовича Мезецкого было пять сыновей (Александр, Федор, Роман, Иван и Василий Слепой) и три дочери (Мария, Аксиния и Евдокия). Старший сын Александр, ставший родоначальником князей Барятинских, скончался при жизни своего отца, а его дети Григорий, Дмитрий, Фёдор и Лев получили во владение волость Барятин.
После смерти Андрея Шутихи его младшие сыновья Фёдор, Роман и Иван Андреевичи разделили между собой Мезецкое княжество, каждый из братьев владел третью (частью) отцовского княжества. Фёдор Андреевич Мезецкий (ум. до 1484) оставил после себя пять сыновей (Михаил, Фёдор Сухой, Петр, Василий Кукубяка и Иван Говдыревский). У Романа Андреевича Мезецкого (ум. до 1484) была два сына: Михаил и Семен. Иван Андреевич Мезецкий скончался, не оставив после себя детей. Треть бездетного Ивана Андреевича приобрел его племянник Пётр Фёдорович Мезецкий.
В 1484 году Мезецк находился в совместном владении пяти князей: Федора Фёдоровича Сухого, Василия Фёдоровича Кукубяки, Михаила Романовича и сыновей Ивана Говдыревского (Василия и Романа).
В 1492 году князь Михаил Романович Мезецкий со своим уделом перешёл из Литвы на службу к великому князю московскому Ивану III Васильевичу. Михаил Романович, перейдя на московскую службу, взял в плен и доставил в Москву своего родного брата Семена и двоюродного брата Петра Фёдоровича, захватив их «дольницы».
В 1494 году по договору «о вечном мире», заключенном в Москве между Великим княжеством Московским и Великим княжеством Литовским, мезецким князьям предоставлено право служить кому захотят. На литовской службе остались князья Михаил, Пётр, Василий Кукубяка и Фёдор Сухой Фёдоровичи Мезецкие, а в московское подданство перешли князья Михаил и Семён Романовичи Мезецкие, Василий и Фёдор Ивановичи Говдыревские.
В 1498 году князья Михаил и Пётр Фёдоровичи Мезецкие скончались, не оставив потомства. У Фёдора Фёдоровича Сухого был один сын Иван, у Василия Фёдоровича Кукубяки — Иван и Михаил.
В 1503 году после второй русско-литовской войны 1500—1503 годов Мезецкое княжество целиком вошло в состав Московского государства. Великий князь московский Иван III Васильевич в 1504 выменял у Мезецких князей их владения на земли Владимирского уезда - Алексин и Стародуб-Ряполовский.

## Территория
На современной карте Мезецкое княжество середины XV века выглядит так:
- Мещовский район (Калужская область) - г.Мезецк (Мещовск), с.Борятин
- Барятинский район - Сильковичи, Новое Село
- Сухиничский район - сёла Уруга, Немерзки, Брынь, Сухиничи, Сокулин, Алнеры
- Думиничский район - сёла Усты, Дубровка, Которь
- Козельский район - Хосцы, Орень
- Белёвский район Тульской области - Лободин, Жабынь, Бакино.

Где был расположен город Говдырев (Огдырев, Акдырев), не известно.

## Князья
- Возможно, первым князем Мезецкого княжества (в конце XIV — начале XV века) был Всеволод Тарусский, отец нижеупомянутых Андрея и Дмитрия
- Андрей Всеволодович Шутиха (ум. ок. 1443)
- Дмитрий Всеволодович Шутиха (ум. 1449/1450)
- Федор Андреевич упом. 1443
- Роман Андреевич упом.1443, ум. 1483
- Иван Андреевич — упом. 1443, бездетный, в 1494 продал свою треть Мещовска племяннику Петру Федоровичу
- Федор Федорович Сухой упом. 1484
- Василий Фёдорович Кукубяка упом.1484
- Пётр Фёдорович — его владения отнял в 1494 Михаил Романович
- Иван Федорович Говдыревский ум. до 1484
- Михаил Романович упом. 1484, с 1494 с братом полностью владел городом Мещовском, в 1504 уступил свои владения Ивану III
- Семён Романович
- Василий Иванович Говдыревский 1494
- Федор Иванович Говдыревский 1494